# Голяма Сюткя
Голяма Сюткя или Голяма Сютка (от 29 юни 1942 г. до 5 януари 1946 г. Голям Воден), с височина 2186 m, е третият по височина връх в Родопите и най-висок връх в планинския масив Баташка планина. Представлява заоблен връх с полегати склонове, намиращ се в средата на масива. В геоморфоложко отношение е остатък от по-стар релеф, изграден е главно от гранит и гнайс, като преобладават кафявите горски почви. Самият връх е гъсто обрасъл с иглолистни гори, сред които има обширни пасища. В подножията му са долините на реки от местно значение, като сред по-големите са Лепеница, Рибна река, Черно дере, Баталач и др. В подножието на върха е и пещерата Лепеница. Фауната е характерна за тази част на Родопите и изключително богата, като тук е най-високо разположеното еленово сборище в България.